# Coletores de semente nativa
Coletores de Semente nativa são  grupos  de pessoas que realizam atividades de coletar sementes nativas da mata atlântica. Esses grupos se encontram localizados nos municípios de Ribeirão Grande, Capão Bonito ,Guapiara e Taquarivaí.

## Origem
De acordo com o contexto histórico a partir do momento em que o homem percebe a necessidade de se fixar em uma região e a possibilidade de controlar a natureza começa a coletar sementes para dar origem a agricultura. Esse processo se dá através do armazenamento de sementes excedentes do consumo.

## Contexto histórico
Os grupos da região sudoeste paulista, surgiram na  no ano de 2001, através de um programa de produção de mudas de espécies nativas. o surgimento e a roganização desses grupos foi favorecido pelo desenvolvimento de projetos, como o Projeto Sementes do Futuro, que é desenvolvido desde 2005 na região sudoeste do Estado de São Paulo (municípios de Ribeirão Grande e Capão Bonito). Este Projeto visa contribuir para o desenvolvimento socioambiental, por meio da promoção de trabalho e renda conciliados ao uso responsável de recursos naturais locais. Tem-se buscado alcançar este objetivo por meio das atividades de produção e comercialização de sementes florestais nativas, além de artesanato com recursos vegetais.

## Contexto Geográfico
Os coletores de sementes encontram-se organizados nos bairros  Boa Vista , Lagoa e Cristal(município de Ribeirão Grande); Bairro Capela do Alto (município de Guapiara);bairro Taquarivaí (município Taquarivaí); Bairro Pinhalzinho (município de Capão Bonito); e núcleo sete Barras. A formação desses grupos se deu por localizarem no entorno do maior continuo de mata atlântica corresponde a um território que reúne riqueza natural e beleza cênica. Além de extensa faixa de cobertura vegetal da Mata Atlântica e grande biodiversidade, inclusive de espécies em extinção, a localidade é caracterizada pelo relevo de montanhas e por muitas nascentes, rios, pequenas cachoeiras e corredeiras.

## Finalidade
Desenvolver  atividades paralelas  com pequenos produtores rurais, visando a recomposição vegetal , o desenvolvimento sócio ambiental  e artesanal  da região sudoeste paulista. Viabilizando  a esses pequenos produtores rurais a oportunidade de trabalho e renda. O trabalho desses grupos possibilitou a reflexão sobre a importância da manutenção e conservação do meio ambiente como garantia da qualidade e melhoria de vida para todos, permitindo ainda, a troca e a geração de novos conhecimentos, que passaram a ser aplicados nas atividades de coleta, beneficiamento, armazenamento e marcação de matrizes florestais. 

## Métodos de coletas
Os métodos de coletas variam. Entre estes grupos são utilizados os mais simples, como a coleta de sementes no chão ou subindo nas árvores pelo sistema de escalada. Este tipos de coleta são simples e de custo baixo, pois não exige mão-de-obra qualificada.